# Akamatsu Mitsusuke

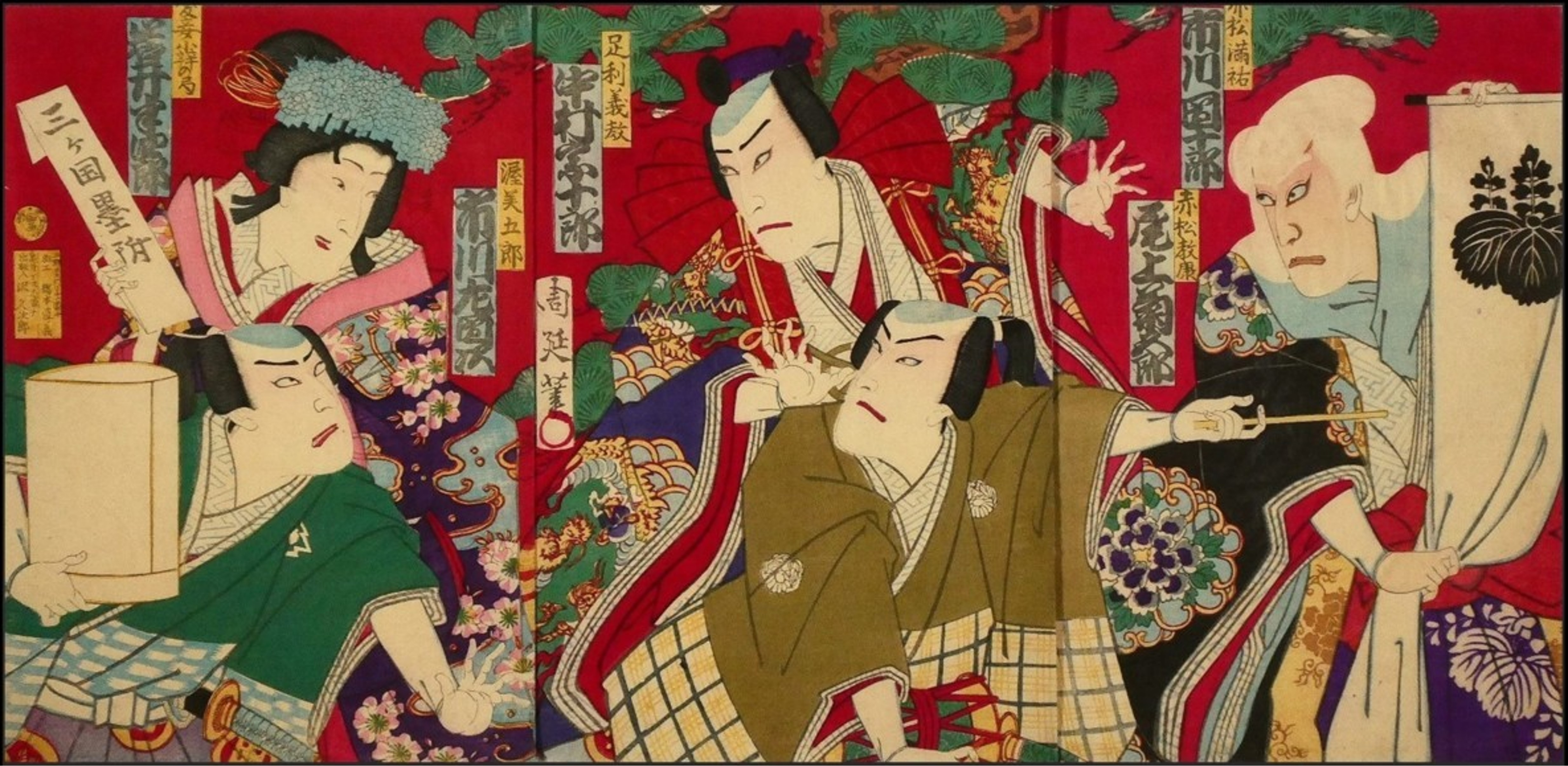
Rechts Akamatsu Mitsusuke

Akamatsu Mitsusuke (japanisch 赤松 満祐; geboren 1381; gestorben 25. September 1441) war Militärkommissar der Provinzen Harima, Bizen und Mimasaka während der mittleren Muromachi-Zeit.

## Leben und Wirken

### Frühe Jahre
Akamatsu Mitsusuke war ein Sohn von Akamatsu Yoshinori (赤松 義則; 1358–1427). Nach Yoshinoris Tod im Jahr 1427 übernahm er dessen Position. Er wurde Oberhaupt des Samurai-dokoro-shoshi (侍所所司) und fungierte auch als Wächter der Provinz Yamashiro, was ihm eine extrem hohe politische Position in der zentralen politischen Welt verschaffte. 
Die Shogune des Muromachi-Shogunats wurden nach und nach immer despotischer und erreichten unter dem sechsten Shogun Ashikaga Yoshinori (1394–1441) einen Höhepunkt des Despotismus, als er nach einander einigen mächtigen Daimyō deren Militärkommissar-Befugnisse entzog oder ihre Lehen reduzierte. Was den Akamatsu-Klan betrifft, so versuchte bereits der vierte Shogun, Ashikaga Yoshimochi (1386–1428), Mitsusuke die Provinz Harima wegzunehmen und sie Mochisada (赤松 持貞; ?–1427), einem anderen Mitglied des Akamatsu-Klans, zu übergeben. Im Jahr 1440 übernahm Shogun Yoshinori Yoshimasa die Provinz Harima. Er behandelte die Zweigfamilie des Akamatsu-Klans Sōryō-ke (赤松氏 惣領家) schlecht, indem er beispielsweise das Territorium von Yoshimasa (赤松 義雅; 1397–1441), Mitsusukes jüngerem Bruder, beschlagnahmte und es an ein anderes Familienmitglied, Sadamura (赤松 貞村; 1393–1447?), weiter gab. 

### Spätere Jahre
Am 24. Juni 1441 lud Mitsutsuki Shogun Ashikaga Yoshinori in seine Nijō-Residenz in Kyōto ein und tötete ihn während eines Banketts. Anschließend ging er nach Harima und rebellierte gegen das Shogunat, was als „Kakitsu-Rebellion“ (嘉吉の乱) in die Geschichte eingegangen ist. Die Vorbereitungen innerhalb des Shogunats zur Jagd auf den Akamatsu-Klan waren jedoch noch nicht getroffen, und die vom Yamana-Klan (山名氏) angeführte Truppe begann schließlich im August mit der Aktion. Im September übernahm Yamanas Armee die Kontrolle über die Burg Sakamoto (坂本城) am Fuße des Berges Shoshisan (書写山), einem politisch wichtigen strategischen Punkt in der Provinz Harima. Und am 10. desselben Monats übernahm die Armee die Kontrolle auch über die Burgen Koshibe-no-Shō (越部庄城) und Kinoyama (木山城). Mitsusuke, Yoshimasa und einige seiner Mitkämpfer begingen Selbstmord. Mitsusukes Sohn Noriyasu (赤松 教康, 1423–1441) floh in die Provinz Ise, wurde jedoch auch getötet, und auch die Sōryō-Zweigfamilie des Akamatsu-Klans ging unter.
Mitsusuke hatte über zehn Jahre lang als Militärkommissar gedient. Seine Kontrolle über das Territorium hatte sich weiter entwickelt, als er die Kontrollstruktur, die zur Zeit seines Vaters Yoshinori aufgebaut worden war, weiter verbesserte. Mit anderen Worten: Yoshinori brachte die Verteidigungsstruktur (国衙機構, Kokuga kikō) der Provinz Harima im Jahr 1392 unter seine Kontrolle, auch die Familie Ogō (小河氏) wurde unter seine Kontrolle gebracht. Die Ogō, die Militärkommissare stellte, wurden zum ranghöchsten Militärkommissaren ernannt und erhielten wichtige Befugnisse als Steuereinnehmern (納所, Nassho).
Darüber hinaus hatte Mitsuke das untere Militärkommissariat des Uno-Klan (宇野氏) übernommen, war Steuerbeamter im Zwei-Personen-System (2人制) des Uehara-Klan (上原氏) und oberster Gerichtskommissar (国の検断奉行, Kuni no Kendan-bugyō) des Uragami-Klan (浦上). Sein posthumer Name war „Jishō-inden Shōzen-seigu“ (慈照院殿相全性具).